# Liste der Kulturdenkmäler in Willingshausen (Ortsteil)
Die folgende Liste enthält die in der Denkmaltopographie ausgewiesenen Kulturdenkmäler auf dem Gebiet des Ortsteils Willingshausen der Gemeinde Willingshausen, Schwalm-Eder-Kreis, Hessen.
Hinweis: Die Reihenfolge der Denkmäler in dieser Liste orientiert sich an der Anschrift, alternativ ist sie auch nach der Bezeichnung oder der Bauzeit sortierbar.
Kulturdenkmäler werden fortlaufend im Denkmalverzeichnis des Landes Hessen durch das Landesamt für Denkmalpflege Hessen auf Basis des Hessischen Denkmalschutzgesetzes (HDSchG) geführt. Die Schutzwürdigkeit eines Kulturdenkmals hängt nicht von der Eintragung in das Denkmalverzeichnis des Landes Hessen oder der Veröffentlichung in der Denkmaltopographie ab.

## Willingshausen
| Bild                     | Bezeichnung                                            | Lage                                               | Beschreibung                                                                           | Bauzeit | Daten |
| ------------------------ | ------------------------------------------------------ | -------------------------------------------------- | -------------------------------------------------------------------------------------- | ------- | ----- |
| Bild gesucht BW          | Gesamtanlage Willingshausen                            | Willingshausen Lage                                |                                                                                        |         |       |
| Bild gesucht BW          | Fachwerkhaus Adolf-Lins-Straße 1                       | Willingshausen, Adolf-Lins-Straße 1 Lage           |                                                                                        |         |       |
| Bild gesucht BW          | Fachwerkscheune Adolf-Lins-Straße 11                   | Willingshausen, Adolf-Lins-Straße 11 Lage          |                                                                                        |         |       |
| Bild gesucht BW          | Hirtenhäuschen Adolf-Lins-Straße 15                    | Willingshausen, Adolf-Lins-Straße 15 Lage          |                                                                                        |         |       |
| Bild gesucht BW          | Eckhaus Alsfelder Straße 5                             | Willingshausen, Alsfelder Straße 5 Lage            |                                                                                        |         |       |
| Bild gesucht BW          | Wohnhaus Alsfelder Straße 6                            | Willingshausen, Alsfelder Straße 6 Lage            |                                                                                        |         |       |
| Bild gesucht BW          | Wohnhaus Alte Straße 2                                 | Willingshausen, Alte Straße 2 Lage                 |                                                                                        |         |       |
| Bild gesucht BW          | Fachwerkwohnhaus Hans von Volkmann-Platz 1             | Willingshausen, Hans von Volkmann-Platz 1 Lage     |                                                                                        |         |       |
| Bild gesucht BW          | Erntennenhaus Hans von Volkmann-Platz 3                | Willingshausen, Hans von Volkmann-Platz 3 Lage     |                                                                                        |         |       |
| Bild gesucht BW          | Wohnhaus Hermann-Metz-Straße 6                         | Willingshausen, Hermann-Metz-Straße 6 Lage         |                                                                                        |         |       |
| Bild gesucht BW          | Fachwerkhaus Hermann-Metz-Straße 8                     | Willingshausen, Hermann-Metz-Straße 8 Lage         |                                                                                        |         |       |
| Bild gesucht BW          | Fachwerkhaus Hermann-Metz-Straße 11                    | Willingshausen, Hermann-Metz-Straße 11 Lage        |                                                                                        |         |       |
| Bild gesucht BW          | Fachwerkhaus Kreuzgasse 3                              | Willingshausen, Kreuzgasse 3 Lage                  |                                                                                        |         |       |
| Bild gesucht BW          | Fachwerkhaus Kreuzgasse 5                              | Willingshausen, Kreuzgasse 5 Lage                  |                                                                                        |         |       |
| Bild gesucht BW          | Wohnhaus Merzhäuser Straße 1                           | Willingshausen, Merzhäuser Straße 1 Lage           |                                                                                        |         |       |
| Bild gesucht BW          | Ernhaus Merzhäuser Straße 2                            | Willingshausen, Merzhäuser Straße 2 Lage           |                                                                                        |         |       |
| Bild gesucht BW          | Wirtschaftsgebäude einer Hofanlage Merzhäuser Straße 6 | Willingshausen, Merzhäuser Straße 6 Lage           |                                                                                        |         |       |
| Bild gesucht BW          | Scheune Merzhäuser Straße ohne Nummer                  | Willingshausen, Merzhäuser Straße ohne Nummer Lage |                                                                                        |         |       |
| weitere Bilder           | Schloss Willingshausen                                 | Willingshausen, Merzhäuser Straße 7,9 und 11 Lage  | Schloss Willingshausen bestehend aus Herrenhaus, Gruftkapelle, Wohngebäude und Scheune |         |       |
| Bild gesucht BW          | Fachwerkhaus Merzhäuser Straße 16                      | Willingshausen, Merzhäuser Straße 16 Lage          |                                                                                        |         |       |
| Evangelische Pfarrkirche | Evangelische Pfarrkirche                               | Willingshausen, Merzhäuser Straße 17 Lage          |                                                                                        | 1511    |       |
| Bild gesucht BW          | Ernhaus Merzhäuser Straße 22                           | Willingshausen, Merzhäuser Straße 22 Lage          |                                                                                        |         |       |
| Bild gesucht BW          | Fachwerkhaus Merzhäuser Straße 24                      | Willingshausen, Merzhäuser Straße 24 Lage          |                                                                                        |         |       |
| Bild gesucht BW          | Fachwerkhaus Merzhäuser Straße 30                      | Willingshausen, Merzhäuser Straße 30 Lage          |                                                                                        |         |       |
| Bild gesucht BW          | Fachwerkhaus Mittelgasse 2                             | Willingshausen, Mittelgasse 2 Lage                 |                                                                                        |         |       |
| Bild gesucht BW          | Wohnhaus Mühlengasse 1                                 | Willingshausen, Mühlengasse 1 Lage                 |                                                                                        |         |       |
| Bild gesucht BW          | Tennenhaus Neustädter Straße 2                         | Willingshausen, Neustädter Straße 2 Lage           |                                                                                        |         |       |
| Bild gesucht BW          | Wohnhaus Neustädter Straße 3                           | Willingshausen, Neustädter Straße 3 Lage           |                                                                                        |         |       |
| Bild gesucht BW          | Wohnhaus Neustädter Straße 5                           | Willingshausen, Neustädter Straße 5 Lage           |                                                                                        |         |       |
| Bild gesucht BW          | Wohnhaus Prof. Carl-Bantzer-Straße 1                   | Willingshausen, Prof. Carl-Bantzer-Straße 1 Lage   |                                                                                        |         |       |
| Bild gesucht BW          | Hofanlage Prof. Carl-Bantzer-Straße 10                 | Willingshausen, Prof. Carl-Bantzer-Straße 10 Lage  |                                                                                        |         |       |
| Bild gesucht BW          | Mühlengebäude Untergasse 8                             | Willingshausen, Untergasse 8 Lage                  |                                                                                        |         |       |
| Bild gesucht BW          | Doppelwohnhaus Untergasse 12                           | Willingshausen, Untergasse 12 Lage                 |                                                                                        |         |       |
| Bild gesucht BW          | Ernhaus Untergasse 20                                  | Willingshausen, Untergasse 20 Lage                 |                                                                                        |         |       |
| Bild gesucht BW          | Fachwerkhaus Untergasse 22                             | Willingshausen, Untergasse 22 Lage                 |                                                                                        |         |       |
| Bild gesucht BW          | Fachwerkhaus Untergasse 24                             | Willingshausen, Untergasse 24 Lage                 |                                                                                        |         |       |
| Bild gesucht BW          | Ernhaus Untergasse 28                                  | Willingshausen, Untergasse 28 Lage                 |                                                                                        |         |       |
| Bild gesucht BW          | Doppelwohnhaus Wasenberger Straße 4                    | Willingshausen, Wasenberger Straße 4 Lage          |                                                                                        |         |       |
| Bild gesucht BW          | Wohnwirtschaftsgebäude Wasenberger Straße 11           | Willingshausen, Wasenberger Straße 11 Lage         |                                                                                        |         |       |
| Bild gesucht BW          | Fachwerkwohnhaus Wasenberger Straße 17                 | Willingshausen, Wasenberger Straße 17 Lage         |                                                                                        |         |       |
| Bild gesucht BW          | Wohnwirtschaftsgebäude Wasenberger Straße 20           | Willingshausen, Wasenberger Straße 20 Lage         |                                                                                        |         |       |
| Bild gesucht BW          | Wohnhaus Wasenberger Straße 23                         | Willingshausen, Wasenberger Straße 23 Lage         |                                                                                        |         |       |